# ФК 1. мај
ФК 1. мај је фудбалски клуб из Руме, Србија, и тренутно се такмичи у Војвођанској лиги Југ, четвртом такмичарском нивоу српског фудбала. 